# Santa Ana (estación)
Santa Ana es una estación de combinación ferroviaria que forma parte de la red del Metro de Santiago de Chile. Se encuentra a nivel del suelo entre las estaciones Puente Cal y Canto y Los Héroes de la Línea 2, y subterránea entre las estaciones Cumming y Plaza de Armas de la Línea 5, en la comuna de Santiago.

## Características y entorno

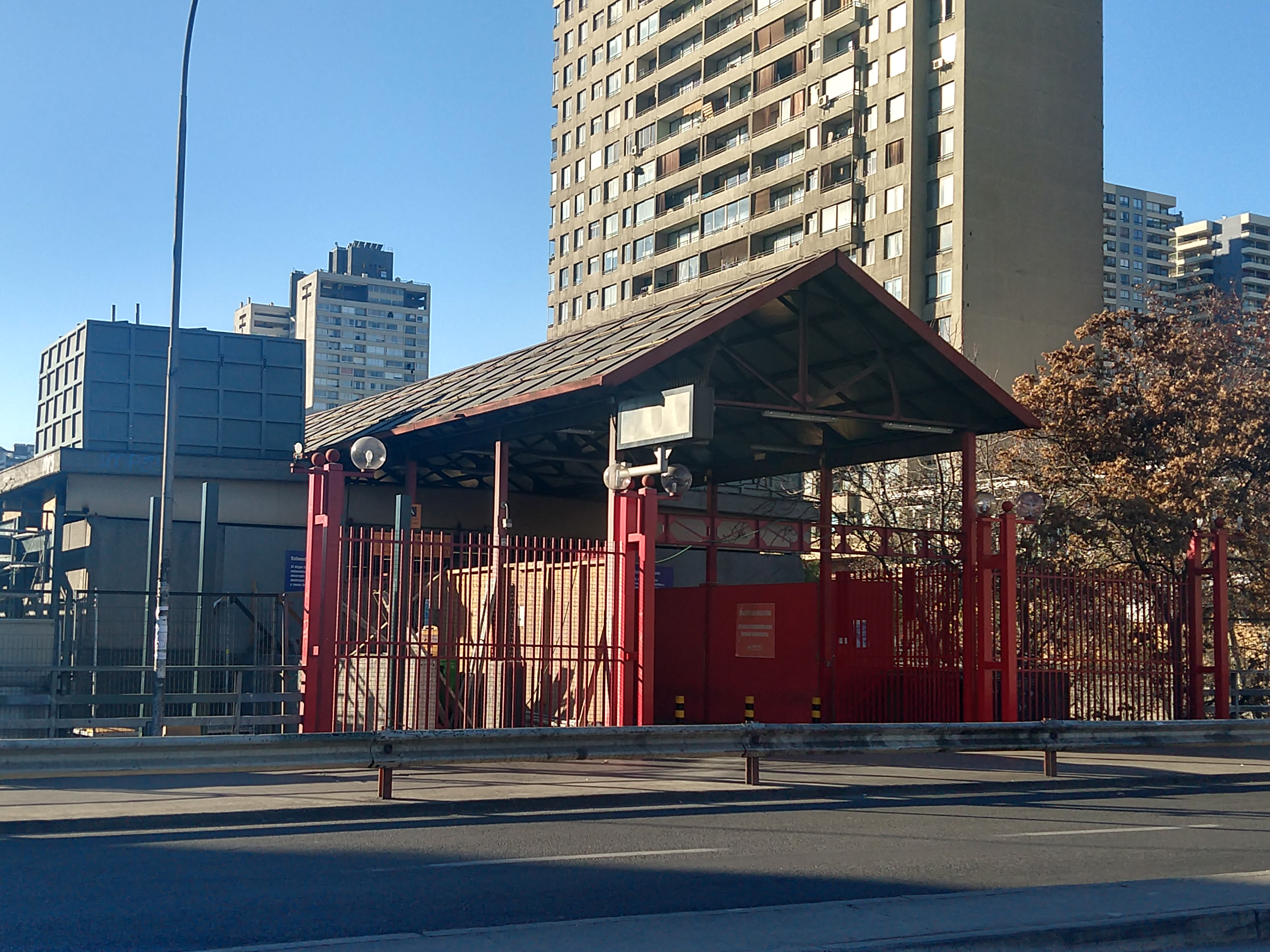
Ingreso por calle Compañía.

Presenta un flujo de pasajeros moderado, pero en horas peak aumenta su afluencia, o sea entre al inicio y al fin del día laboral. La estación posee una afluencia diaria promedio de 56 012 pasajeros.
En el entorno inmediato de la estación, hay zonas residenciales, los emblemáticos Liceo 1 Javiera Carrera y el Liceo Industrial A20, la Basílica de Santa Ana, el edificio institucional del Ministerio de Desarrollo Social, el edificio institucional del Ministerio Público de Chile, el Palacio Pereira, el Palacio Matte, el campus Santa Ana de la Universidad SEK Chile y la dirección nacional del Registro Civil. Un poco más alejado hacia el sur-oriente se encuentran los Juzgados Civiles y los Tribunales de Justicia, fachada del Palacio Larraín Zañartu (Mall Espacio M), sede del Tribunal Constitucional de Chile, los edificios de Codelco, del Ministerio del Trabajo y Previsión Social y del Ministerio de la Mujer y la Equidad de Género, la Facultad de Artes de la Universidad de Chile, el edificio institucional del Tribunal Calificador de Elecciones y el paseo peatonal Huérfanos.
Hacia el norte se encuentra el río Mapocho y el Teatro Teletón y hacia el poniente la Plaza Brasil, la Basílica del Salvador, iglesia de estilo gótico, las oficinas y bodegas centrales de la empresa Falabella, la comercializadora de autobuses Vivipra, el colegio personalizado David Matarasso. Además se encuentran las sedes de la Universidad La República, la Universidad de Arte y Ciencias Sociales y la sede de artes de la Universidad Academia de Humanismo Cristiano.

### Accesos
| Acceso | Intersección                                |
| ------ | ------------------------------------------- |
| A      | Autopista Central con Santo Domingo         |
| B      | Catedral con San Martín                     |
| C      | Autopista Central con Compañía de Jesús     |
| D      | Catedral con Guardiamarina Ernesto Riquelme |

## MetroArte

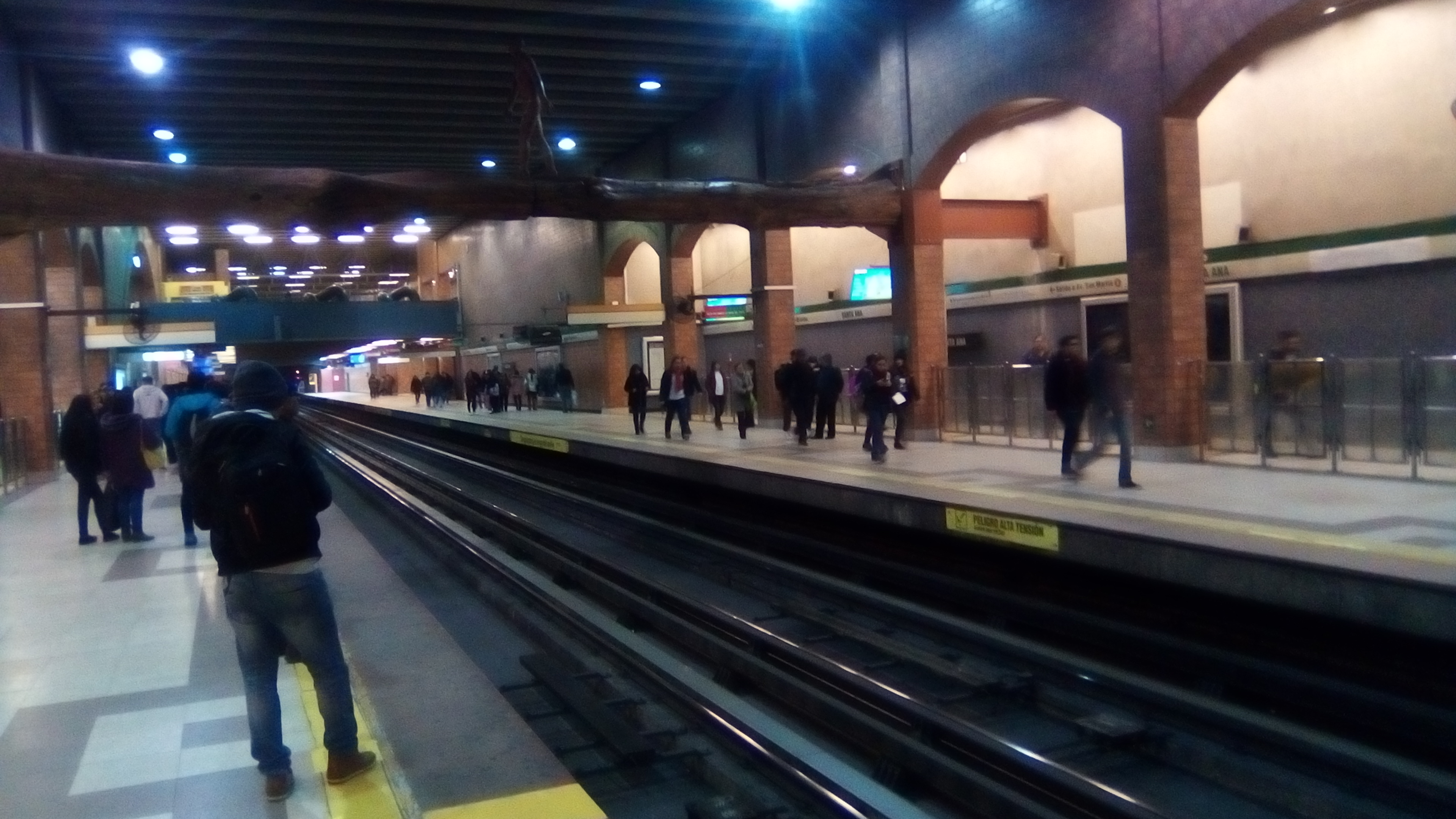
Obra El Puente de Osvaldo Peña en los andenes de la Línea 5.

Sobre los andenes de la Línea 5 se encuentra desde junio de 2018 la escultura El Puente, de Osvaldo Peña, la cual hasta esa fecha se encontraba sobre los andenes de la estación Baquedano. La escultura está hecha de madera, cortada de un coihue valdiviano (el cual estaba hueco cuando éste fue talado) y presenta a una persona caminando por sobre los andenes a través de dos troncos.

## Origen etimológico
El nombre de la estación recuerda a la ya mencionada basílica de Santa Ana ubicada frente a la plazoleta homónima en la esquina de las calles San Martín y Catedral. Se construyó en el año 1806 y su estilo de construcción es neoclásico-grecorromano. Es además, monumento nacional chileno. En esa parroquia fueron bautizadas Santa Teresa de Los Andes y la Beata Laura Vicuña.
El pictograma utilizado hasta 1997 ilustraba el campanario de la basílica.

## Galería

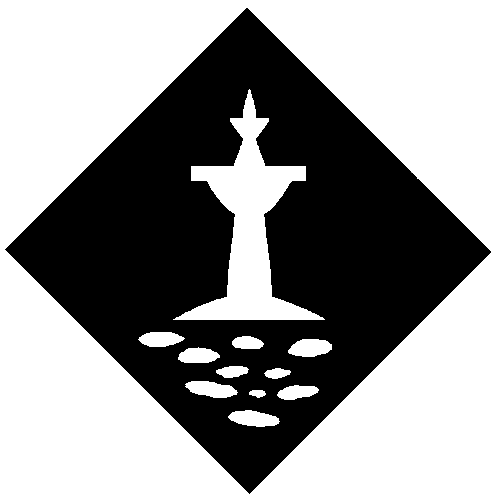
Primer diseño (no utilizado) del símbolo identificatorio de la estación.
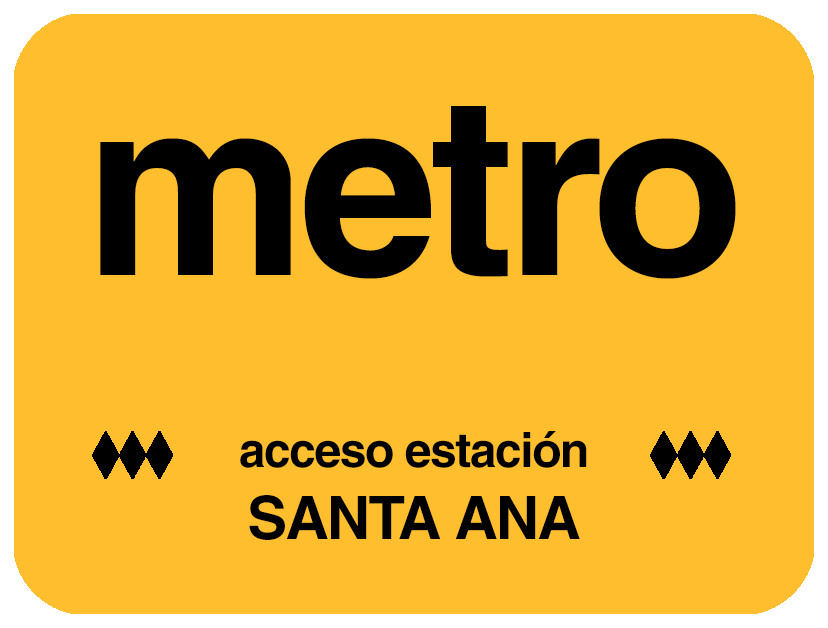
Letrero utilizado en los accesos a la estación hasta 1997.
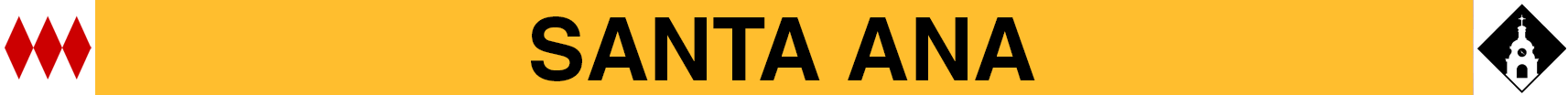
Cenefa antigua utilizada en los andenes de la Línea 2.
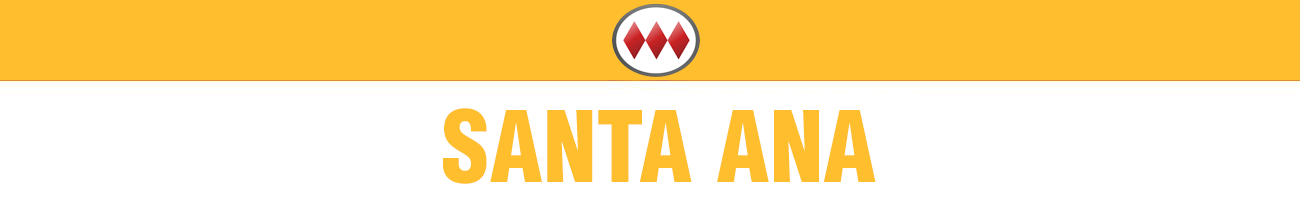
Cenefa utilizada actualmente en los andenes de la Línea 2.
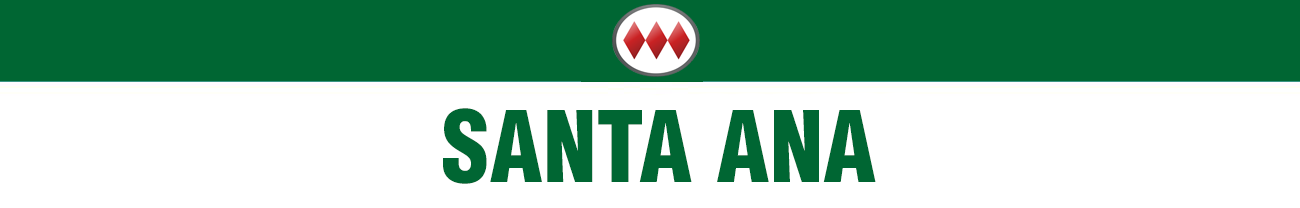
Cenefa utilizada actualmente en los andenes de la Línea 5.
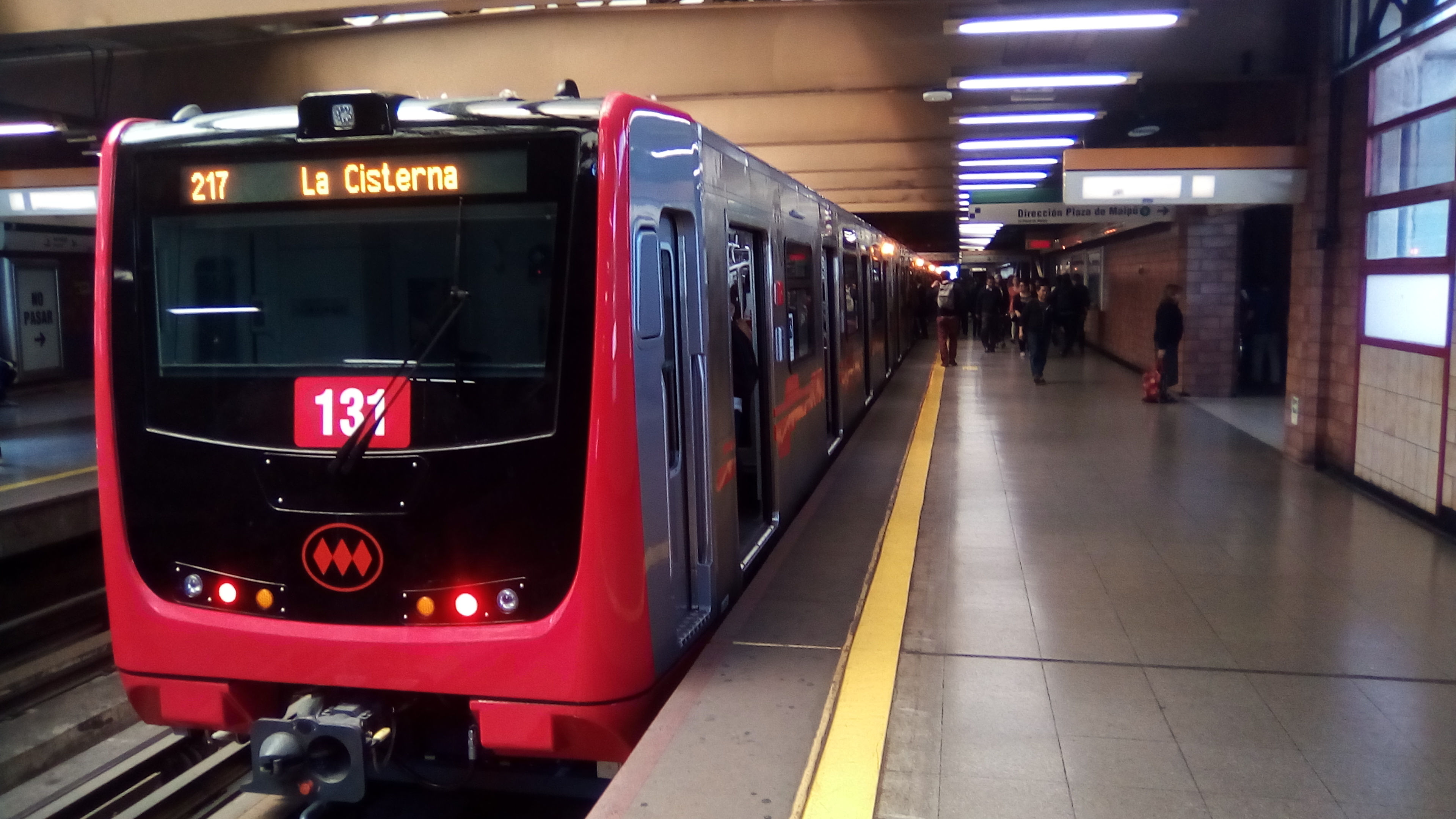
Tren NS-2016 en los andenes de Línea 2.
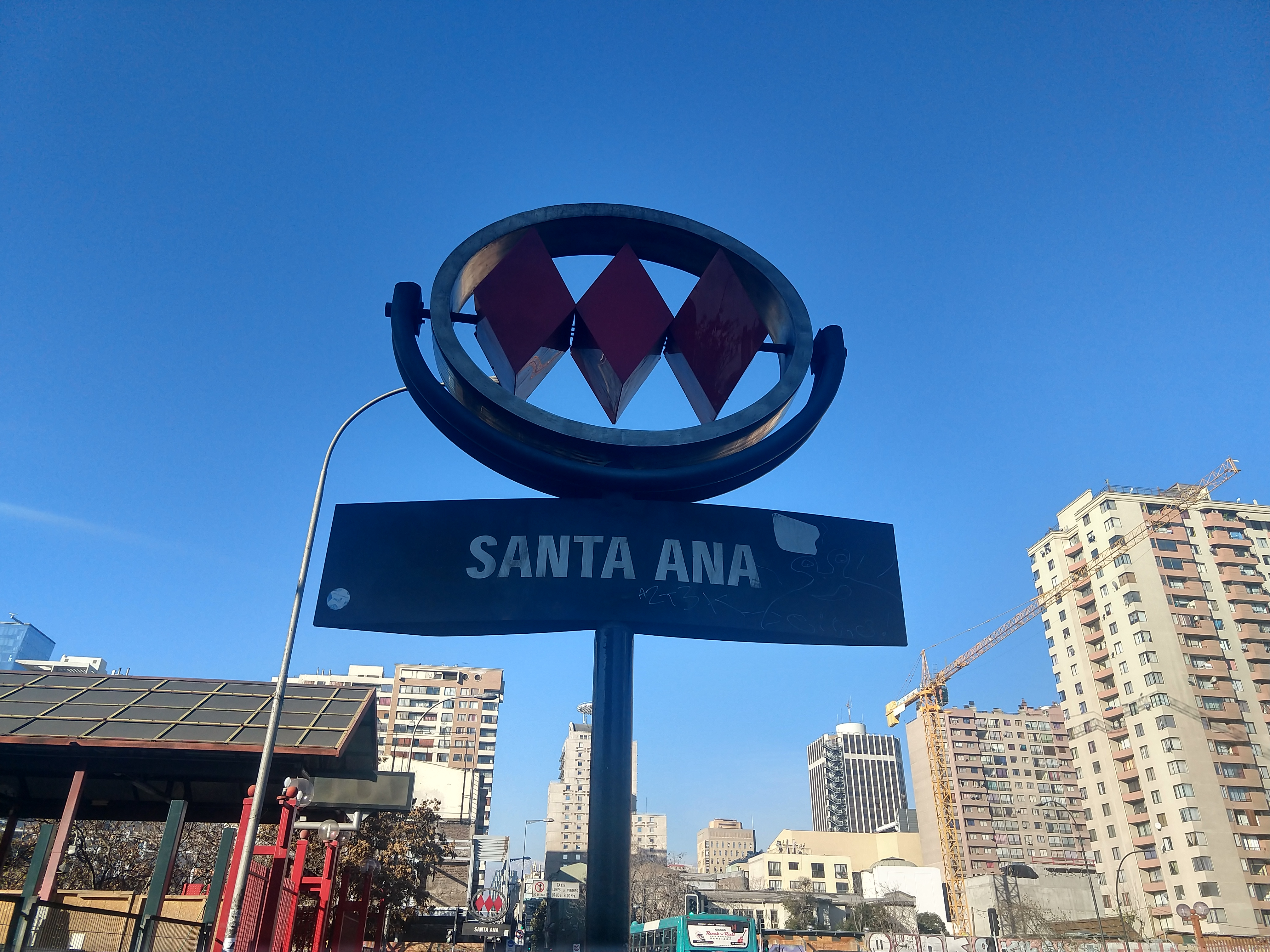
Letrero al ingreso por calle Compañía.

## Conexión con Red Metropolitana de Movilidad
La estación posee 12 paraderos de la Red Metropolitana de Movilidad en sus alrededores (sin la existencia del paradero 4, 6 y 11), los cuales corresponden a:
| Paradero/ Código                            | Recorridos                                                                                                |
| ------------------------------------------- | --- |
| Parada 1 / Metro Santa Ana (PA303)          | 303 (Quilicura) - 307 (Lo Marcoleta) - 307e (Rigoberto Jara) - 314 (Lo Marcoleta) - 315e (Rigoberto Jara) |
| Parada 2 / Metro Santa Ana (PA264)          | 402 (Pudahuel) - 504 (El Tranque) - 505 (Cerro Navia) - 508 (Av. Mapocho) - 514 (Enea)                    |
| Parada 3 / Metro Santa Ana (PA51)           | 201 (San Bernardo) - 264n (Santo Tomás) - 271 (San Bernardo) - 301 (Angelmó) - 509 (Maipú) - 518 (Bilbao) |
| Parada 5 / Metro Santa Ana (PA243)          | 201e (Fin de recorrido) - 403 (Fin del recorrido)                                                         |
| Parada 7 / Metro Santa Ana (PA298)          | 505 (Peñalolén) - 508 (Av. Las Torres) - 514 (San Luis de Macul)                                          |
| Parada 8 / Metro Santa Ana (PA78)           | 201e (San Bernardo) - 302 (La Pintana) - 403 (La Reina)                                                   |
| Parada 9 / Metro Santa Ana (PA244)          | 302 (Fin del recorrido)                                                                                   |
| Parada 10 / Metro Santa Ana (PA190)         | 217e (Fin de Recorrido / Maestranza)                                                                      |
| Parada 12 / Metro Santa Ana (PA667)         | 313e (Estación Central)                                                                                   |
| Parada 13 / Metro Santa Ana (PA229)         | 302 (La Pintana) - 402 (Centro) - 504 (Hospital Dipreca) - J03 (Metro República)                          |
| San Martín / esq. Compañía de Jesús (PA815) | 303 (Plaza Italia) - 314 (Plaza Italia) - 315e (Plaza Italia)                                             |
| San Martín / esq. Santo Domingo (PA774)     | 119 (Lo Espejo) - 408 (Renca) - 409 (Plaza San Enrique)                                                   |